# Saint-Denis-des-Monts
Saint-Denis-des-Monts é uma comuna francesa na região administrativa da Normandia, no departamento de Eure. Estende-se por uma área de 3,85 km². Em 2010 a comuna tinha 212 habitantes (densidade: 55,1 hab./km²).